# Aiguille des Grands Charmoz
La Aiguille des Grands Charmoz (3.445 m) es una montaña de la Cadena de las Aiguilles de Chamonix en el macizo del Mont Blanc en la Alta Saboya, Francia.
Se encuentra al oeste del Mer de Glace entre la Aiguille de la Republique (al noreste) y la Aiguille du Grépon (al sur).
La montaña fue escalada por primera vez por Albert Mummery (1882).

## Clasificación SOIUSA
Según la clasificación SOIUSA, la Aiguille des Grands Charmoz pertenece:
- Gran parte: Alpes occidentales
- Gran sector: Alpes del noroeste
- Sección: Alpes Grayos
- Subsección: Alpes del Mont Blanc
- Supergrupo: Macizo del Mont Blanc
- Grupo: Cadena de las Aiguilles de Chamonix
- subgrupo: Grupo Charmoz-Grépon
- Código: I/B-7.V-B.3.d